# Willem I van Gulik (graaf)
Willem I van Gulik (overleden in 1176) was van 1135 tot aan zijn dood graaf van Gulik. Hij behoorde tot het huis Gulik-Heimbach-Berge.

## Levensloop
Willem I was een zoon van graaf Gerard IV van Gulik en diens onbekend gebleven echtgenote.
Na de dood van zijn vader in 1135 werd hij graaf van Gulik. Over zijn regering is weinig tot niets bekend. Wel is ons overgeleverd dat hij met een onbekende vrouw twee zonen en een dochter kreeg: Willem II (overleden in 1207), zijn opvolger als graaf van Gulik, Gerard en Judith, de echtgenote van Everhard van Hengenbach en moeder van graaf Willem III van Gulik.
Hij stierf in 1176. 